# سیروس شمیسا
سیروس شَمیسا (زادهٔ ۲۹ فروردین ۱۳۲۷ در رشت) استاد ادبیّات فارسی و نویسندهٔ ایرانی است که تاکنون بیش از ۴۰ اثر خلق کرده‌است. وی تحصیلات عالی خود را در دانشگاه شیراز آغاز کرد و چند سالی پزشکی خواند، ولی پس از چندی تغییر رشته داد و در همان‌جا مدرک کارشناسی خود را در ادبیّات فارسی گرفت. پس از آن وارد دورهٔ دکترای ادبیات فارسی دانشگاه تهران شد و در سال ۱۳۵۷ از رسالهٔ خود به راهنمایی خانلری دفاع کرد. او در سال ۱۳۸۰ یکی از چهره‌های ماندگار ایران لقب گرفت. کتاب‌های او در بسیاری از دانشگاه‌های ایران تدریس می‌شود.

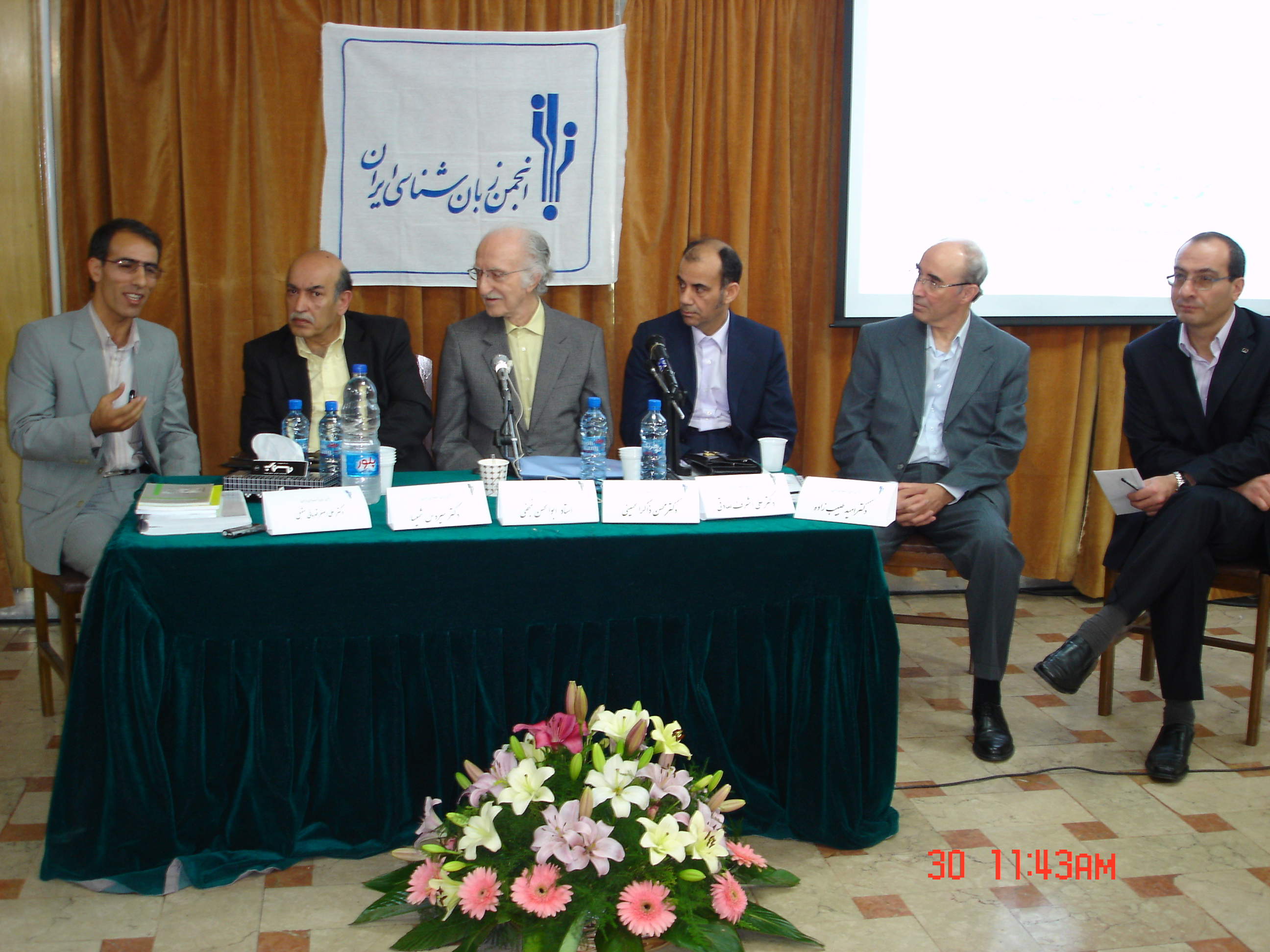
از چپ: علی‌اصغر قهرمانی مقبل، سیروس شمیسا، ابوالحسن نجفی، محسن ذاکرالحسینی، علی‌اشرف صادقی و امید طبیب‌زاده، اولین همایش شعر فارسی و زبان‌شناسی، پژوهشگاه علوم انسانی و مطالعات فرهنگی، ۱۰ اردیبهشت ۱۳۸۹

### شاهدبازی در ادبیات فارسی
یکی از کتاب‌های مشهور وی شاهدبازی در ادبیات فارسی است که در سال ۱۳۸۱ در ایران به چاپ رسید، ولی از بازار جمع شد و فروش آن ممنوع شد. موضوع این کتاب معشوق مذکر در تاریخ ایران و بازتاب آن در ادبیات است.